# 甘文芳
甘文芳，台灣日治時期及戰後醫師、文學評論家，彰化人，為台中州官選議員甘得中之姪。他就讀台灣總督府醫學校22屆，大正十二十二年（1923年）畢業。

## 早年生平
甘文芳生於1901年。後進入台灣總督府醫學校就讀，在醫專時期，出現臺灣學生與日本學生的對立，然而校方往往坦護日本學生。:285當時甘文芳與醫專同班同學石錫勳、吳海水、丁瑞魚、張梗等人則時常出面打抱不平，遂形成領導集團。而已經在大稻埕大安醫院開業的學長蔣渭水時常來找他們聊天，並開始交換意見討論。:285當時醫學校分兩部，專門科及本科，兩者課程完全相同，然而專門科專收日人學生、臺籍學生只能讀本科；本科畢業生開業區域僅限臺灣島、專門科畢業生開業區域卻沒有限制，引起石錫勳不滿，有次他將詩寫在教室黑板表達不滿：「吾輩激奮兮，安五分。三十年遺恨兮，今相存。有血有肉兮，漢男子。中宵拔劍兮，臺灣魂。」結果為校長獲悉後，視為反日思想要求嚴辦，結果石錫勳遭同鄉告密。適逢學校發生專門部日人組的棒球隊與他隊比賽，而本部臺籍學生杯葛前往加油，引起校方將主謀的石錫勳、丁瑞魚、張梗、甘文芳四人開除處分，引起臺籍學生激憤，向校長提出陳情，並以無限期罷課為周旋，最後在臺籍教授杜聰明出面向校長說情下，才改為禁足兩周草草了結此事。:65-67
1924年1月12日召開的「上海台灣人大會」，除甘文芳，尚有張我軍、許乃昌、陳滿盈、張結梗等數十人出席，嚴責內田嘉吉總督的暴政，聲援「治警事件」的受害者。後赴日，思想左傾。
大正10年（1921）9月甘文芳的〈實社會の文學〉，與大正9年7月陳炘的〈文學與職務〉、大正10年12月陳端明的〈日用文鼓吹論〉是《台灣青年》鼓吹文學改革最為重要的文章，甘文芳的文章用日文書寫，陳炘及陳端明使用簡易文言體，顯示此時期文學改革的觀念尚未直接透過中國白話文體鼓吹白話文。甘文芳舉歐美多數的文學家已走出象牙塔，將社會問題或現實政治的得失直接透過作品表達出來，成為文明的批判者，社會的指導者，並提及民國青年新文化運動的文學切合時勢的要求，從而拋棄往昔那種不切實務，徒是風流韻事、茶前酒後玩弄物似的有閑文學。
甘文芳除了執業醫師外，也從事學者工作。1950年代，他曾拿到日本文部省的經費，編成一部日本的華僑辭典。:156

## 戰後
二戰後，1947年甘文芳出任東京二二八慘案處理委員會委員，1948年參加華僑民主促進會，成為在日華僑領袖之一，1956年2月中國人民政治協商會議第2屆全國委員會第2次全體會議委員名單被列為「特別邀請人士」之一，但未出席。
甘文芳曾參與到中華民國駐日大使館抗議活動。被國民黨政府視為親共人士，被迫不能回到臺灣。甘文芳並出任親共的「日本華僑總會」會長。據張超英（甘文芳是張超英母親甘寶釵的堂兄，張超英在日本讀書時生活費均由甘文芳轉交）回憶，有段時間，他簽字推薦介紹的人就可以進中國大陸，能受總理周恩來接見。然而甘文芳始終不是共產黨員。:156

## 其他
- 1968年彰化縣長選舉，原本黨外領袖石錫勳於1月獲青年黨提名角逐縣長，然而卻在2月時遭到當局逮捕。最後形成陳時英同額競選的局面。據調查局特務李世傑的回憶，當時逮捕石錫勳是由調查局所主導。在蔣經國決定全力支持陳時英後，除了黨部，各特務機關如調查局、情報局、憲兵、警備總部或警察系統都希望能在蔣經國跟前搶得首功。[4]:190調查局在局長沈之岳主持下，派出間諜陳光英登門拜訪石錫勳，表示想到日本考察塑膠工業，希望石錫勳推薦朋友認識。石錫勳給了醫學校時期同學甘文芳的名片，甘文芳時任親中共的「日本華僑總會」會長。遭國府當局視為共產黨。[4]:191沈之岳遂下令調查局第三處研擬計畫逮捕石錫勳。石錫勳遂以69歲之齡遭當局以出門醫治罹患急症的名義騙出診所，隨後押送臺北調查局秘密監獄裡。[4]:192